# 小行星1925
小行星1925（1925 Franklin-Adams）是一颗绕太阳运转的小行星，为主小行星带小行星。该小行星于1934年9月9日发现。
該小行星以英國天文學家約翰·富蘭克林-亞當斯命名。

## 轨道参数
小行星1925的轨道半长轴为2.5532854 UA，离心率为0.176。